# Kazajistán en los Juegos Olímpicos de Pekín 2008
Kazajistán estuvo representado en los Juegos Olímpicos de Pekín 2008 por un total de 130 deportistas que compitieron en 19 deportes.  
El portador de la bandera en la ceremonia de apertura fue el halterófilo Bajyt Ajmetov.

## Medallistas
El equipo olímpico kazajo obtuvo las siguientes medallas:
| Nombre                | Deporte            | Competición          |
| --------------------- | ------------------ | -------------------- |
| Oro                   |                    |                      |
| Bajyt Sarsekbayev     | Boxeo              | Wélter (69 kg) M     |
| Ala Vazhenina         | Halterofilia       | 75 kg F              |
| Ilia Ilin             | Halterofilia       | 94 kg M              |
| Plata                 |                    |                      |
| Olga Rypakova         | Atletismo          | Triple salto F       |
| Irina Nekrasova       | Halterofilia       | 63 kg F              |
| Asjat Zhitkeyev       | Judo               | –100 kg M            |
| Nurbakyt Tenguizbayev | Lucha grecorromana | 60 kg M              |
| Taimuraz Tiguiyev     | Lucha libre        | 96 kg M              |
| Bronce                |                    |                      |
| Yerkebulan Shynaliyev | Boxeo              | Semipesado (81 kg) M |
| Mariya Grabovetskaya  | Halterofilia       | +75 kg F             |
| Aset Mambetov         | Lucha grecorromana | 96 kg M              |
| Marid Mutalimov       | Lucha grecorromana | 120 kg M             |
| Yelena Shalyguina     | Lucha libre        | 63 kg F              |
| Arman Shilmanov       | Taekwondo          | +80 kg M             |